# Grodkówko
Grodkówko – wieś sołecka w Polsce, w województwie mazowieckim, w powiecie płockim, w gminie Wyszogród.
Do 2023 miejscowość była częścią wsi Pozarzyn.
W latach 1975–1998 miejscowość administracyjnie należała do województwa płockiego.